# Australomimetus annulipes
Australomimetus annulipes är en spindelart som beskrevs av Stefan Heimer 1986. Australomimetus annulipes ingår i släktet Australomimetus och familjen kaparspindlar. Inga underarter finns listade.